# بخش گیمان
بخش گیمان (به اسپانیایی: Departamento Gaiman) یک منطقهٔ مسکونی در آرژانتین است که در استان چوبوت واقع شده‌است. بخش گیمان ۱۱٬۰۷۶ کیلومتر مربع مساحت و ۹٬۶۱۲ نفر جمعیت دارد.